# Ca l'Enric (Sanaüja)
Ca l'Enric és un edifici del municipi de Sanaüja (Segarra) que forma part de l'Inventari del Patrimoni Arquitectònic de Catalunya.

## Descripció
És un edifici de planta rectangular situat a la plaça Major de Sanaüja, realitzat amb carreus regulars de mitjanes dimensions i estructurat amb planta baixa i dues plantes superiors.

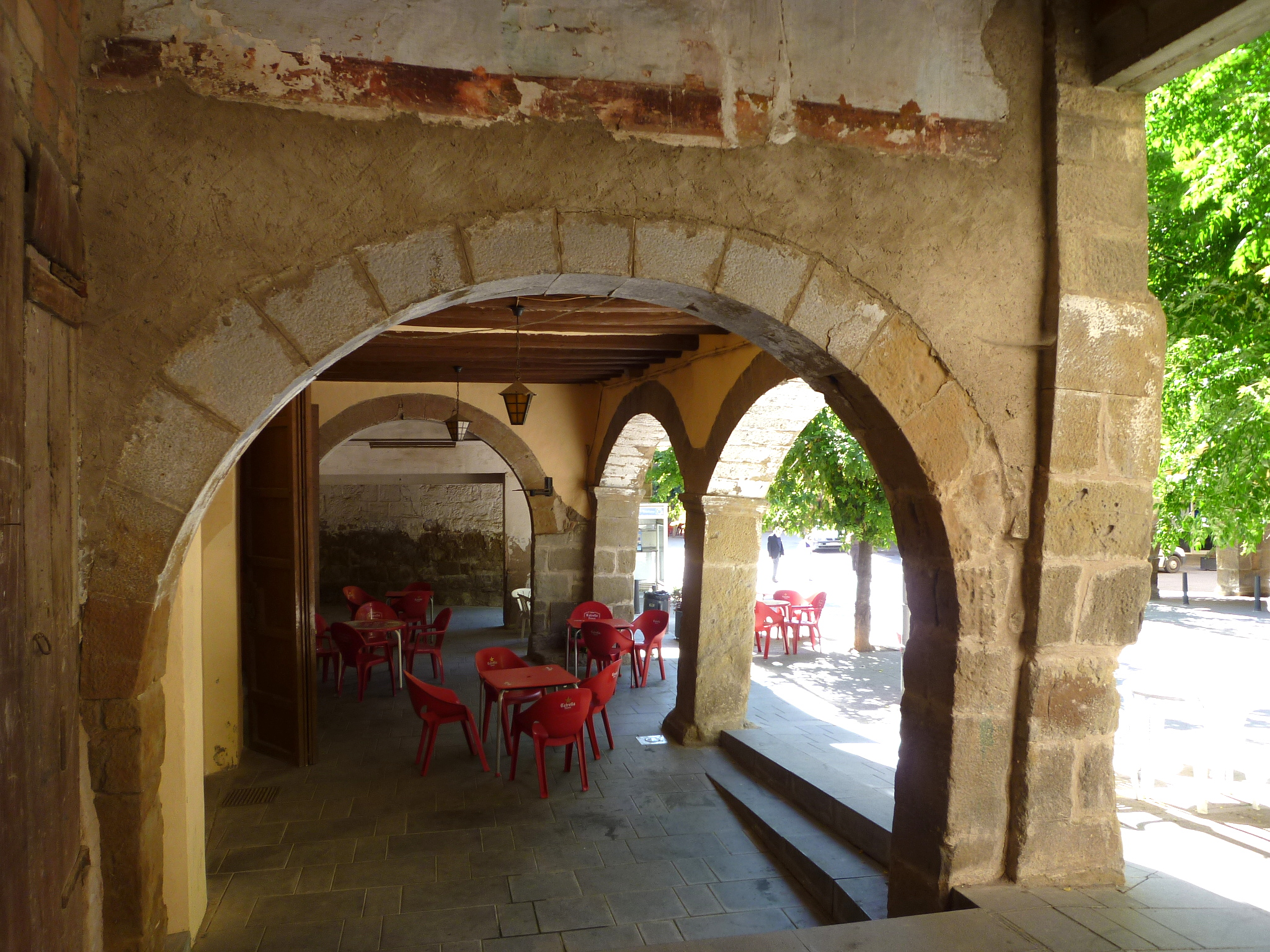
El Porxo

A la planta baixa trobem la presència de dues arcades formades per un arc rebaixat, amb la presència d'un pilar central d'on arrenquen els dos arcs sustentats per dos pilars més als laterals, amb la presència d'una imposta, deixant un pas cobert entre l'accés a l'habitatge i les arcades, que ressegueix tot el perímetre de la plaça. Sota de la porxada, al costat esquerre hi trobem la porta d'accés a l'habitatge, totalment reformat, mentre que a la dreta hi trobem els baixos als quals s'hi ha obert un bar.
La primera planta, separada de la planta baixa per una motllura, presenta dues obertures en forma de balcó amb llinda superior. A la segona planta trobem dos finestrals col·locats simètricament amb les obertures inferiors, els quals han estat parcialment tapiats i que parteixen d'una segona motllura.

## Història
Aquest tipus d'edificis van ser construïts en l'època en què es vivia una major estabilitat econòmica i social després de la Guerra civil catalana, del regnat de Joan II i els conflictes dels remences.